# 2018년 동계 올림픽 루지 예선
다음은 2018년 동계 올림픽 루지 종목의 예선에 관한 규칙과 출전권 배정 현황에 관한 것이다.

## 출전권 규정
대회 출전권 배정은 2017-18시즌 월드컵 5차까지의 결과를 점수로 합산한 세계랭킹에 따른다. 이번 대회에서 총 110쿼터의 출전권이 각 선수들에게 배정되며, 남자 37명, 여자 27명, 그리고 단체 17팀이 처음에 배정된다. 한 국가당 돌아가는 출전권의 최대치는 남자 3명, 여자 3명, 단체 2팀이다. 단 개최국인 대한민국은 선수가 최소요건을 갖추기만 한다면 남자, 여자, 단체 종목에 바로 한 명/팀씩 출전권이 자동 부여된다.
이후에는 8명분 쿼터가 새로 배정되는데 먼저 최상위 단체 팀 중 팀원 세 명 중에 출전권을 부여받지 못하는 경우가 있다면 우선 부여되고, 그 후에도 남은 쿼터가 있다면 동등하게 배분 처리된다.
계주 종목은 출전권이 부여된 선수만으로 계주팀을 이룰 수 있는 국가들만 참가할 수 있다. 또 각 선수들은 예선 기간에 계주대회에 출전하여야 하며, 총 세 번의 대회가 치러진다.

## 출전권 쿼터 배정
2017년 12월 16일 5차 월드컵까지의 세계랭킹에 따른 배정 현황이다.

### 현황
2018년 1월 27일 기준.
| 국가           | 남자 | 단체 | 여자 | 계주 | 선수 |
| -------------- | ---- | ---- | ---- | ---- | ---- |
| 오스트레일리아 | 1    |      |      |      | 1    |
| 오스트리아     | 3    | 2    | 3    | x    | 10   |
| 불가리아       | 1    |      |      |      | 1    |
| 캐나다         | 3    | 1    | 3    | x    | 8    |
| 크로아티아     |      |      | 1    |      | 1    |
| 체코           | 1    | 2    | 1    | x    | 6    |
| 조지아         | 1    |      |      |      | 1    |
| 독일           | 3    | 2    | 3    | x    | 10   |
| 영국           | 2    |      |      |      | 2    |
| 인도           | 1    |      |      |      | 1    |
| 이탈리아       | 3    | 2    | 2    | x    | 9    |
| 카자흐스탄     | 1    |      |      |      | 1    |
| 라트비아       | 3    | 2    | 3    | x    | 10   |
| 러시아 출신    | 3    | 2    | 1    | x    | 8    |
| 폴란드         | 2    | 1    | 2    | x    | 6    |
| 루마니아       | 2    | 1    | 1    | x    | 5    |
| 슬로바키아     | 2    | 1    | 1    | x    | 5    |
| 슬로베니아     | 1    |      |      |      | 1    |
| 대한민국       | 1    | 1    | 2    | x    | 5    |
| 스위스         |      |      | 1    |      | 1    |
| 중화 타이베이  | 1    |      |      |      | 1    |
| 우크라이나     | 2    | 1    | 1    | x    | 5    |
| 미국           | 3    | 2    | 3    | x    | 10   |
| 총 23개국      | 40   | 20   | 28   | 13   | 108  |

### 남자
| 팀수 | 총 선수 | 국가                                                                                                   |
| ---- | ------- | --- |
| 3    | 21      | 오스트리아 · 캐나다 · 독일 · 이탈리아 · 라트비아 · 러시아 출신 · 미국                                  |
| 2    | 10      | 영국 · 폴란드 · 루마니아 · 슬로바키아 · 슬로베니아 · 우크라이나                                        |
| 1    | 9       | 슬로베니아 · 오스트레일리아 · 불가리아 · 체코 · 조지아 · 인도 · 대한민국 · 중화 타이베이 · 카자흐스탄1 |
| 40   | 40      | |

1. ^  슬로베니아는 쿼터를 하나만 쓰기로 결정하고 하나는 반납하였다. 반납된 출전권은 카자흐스탄 측에 부여됐다.[3]

### 더블
기운 글씨는 추가 쿼터로 계주팀을 구성한 국가.
| 팀수 | 총 선수 | 국가                                                                |
| ---- | ------- | ------------------------------------------------------------------- |
| 2    | 28      | 오스트리아 · 체코 · 독일 · 이탈리아 · 라트비아 · 러시아 출신 · 미국 |
| 1    | 12      | 캐나다 · 폴란드 · 슬로바키아 · 대한민국1 · 우크라이나 · 루마니아    |
| 20   | 40      |                                                                     |

1. ^  대한민국은 개최국 자격으로 출전권을 부여받았다.

### 여자
기운 글씨는 추가 쿼터로 계주팀을 구성한 국가.
| 팀수 | 총 선수 | 국가                                                                           |
| ---- | ------- | ------------------------------------------------------------------------------ |
| 3    | 15      | 오스트리아 · 캐나다 · 독일 · 라트비아 · 러시아 출신2 · 미국                    |
| 2    | 6       | 이탈리아 · 폴란드 · 대한민국 · 스위스1                                         |
| 1    | 7       | 러시아 출신 · 스위스 · 루마니아 · 우크라이나 · 체코 · 슬로바키아 · 크로아티아1 |
| 28   | 28      |                                                                                |

1. ^  스위스는 쿼터를 하나만 쓰기로 결정하고 하나는 반납하였다. 반납된 출전권은 2018년 1월 17일 크로아티아 측에 부여됐다.[4][5]
2. ^  FIL 측이 낸 보도자료에 따르면 러시아 대표팀은 여자종목에 한 명분 쿼터만 부여됐지만 나머지 하나는 어디로 부여할지에 대해서는 언급하지 않았다.[6]

### 팀 계주
2017년 12월 9일 최종 팀 계주 세계랭킹. 기운글씨는 아직 올림픽 계주팀을 구성하지 못한 팀이다. 나라이름 옆에 붙은 숫자는 팀계주 순위로서 추가쿼터를 우선 배정받아야 하는 국가 순으로 나열하였다.
| 기준                      | 팀수 | 국가                                                                                      |
| ------------------------- | ---- | ----------------------------------------------------------------------------------------- |
| 전 종목에 출전한 국가     | 9    | 독일 · 캐나다 · 오스트리아 · 미국 · 라트비아 · 러시아 출신 · 폴란드 · 이탈리아 · 대한민국 |
| 추가 출전권이 필요한 국가 | 4    | 체코 347 · 루마니아 337 · 슬로바키아 252 · 우크라이나 169 · 영국 72 · 카자흐스탄 66       |